# Dimos Serres
Dimos Serres (Serres) är en kommun i Grekland.   Den ligger i prefekturen Nomós Serrón och regionen Mellersta Makedonien, i den nordöstra delen av landet, 400 km norr om huvudstaden Aten. Antalet invånare är 76 472.